# António Teles Peixoto Guterres Palhinha
António Teles Peixoto Guterres Palhinha (Horta, 11 de outubro de 1813 — Angra do Heroísmo, 27 de agosto de 1877), por vezes grafado António Teles Peixoto Gutierrez Palhinha, foi um advogado, político e publicista açoriano, que entre outras funções foi Presidente da Câmara Municipal de Angra do Heroísmo (2 de Janeiro de 1843 a 1 de Janeiro de 1845) e secretário da Junta Governativa de Angra (1847).

## Biografia
Nasceu na cidade da Horta, ilha do Faial, filho do médico Gonçalo Rodrigues Palhinha, oriundo de Elvas, que se fixou inicialmente no Faial, onde casou, e depois se mudou, com a família, para Angra. Após ter cursado os estudos secundários em Angra, formou-se bacharel em Direito pela Universidade de Coimbra, regressando a Angra, onde abriu banca de advogado. Envolveu-se na política local, sendo um dos líderes do Partido Histórico, depois Partido Progressista, nos Açores. Em defesa das posições do seu partido, redigiu e editou o periódico «O Terceirense», no qual se distinguiu pelo trabalho jornalístico e pelas polémicas sustentadas. Colaborou em diversos outros periódicos.
Foi presidente da Câmara Municipal de Angra do Heroísmo, secretário da Junta Governativa que se formou em Angra do Heroísmo na sequência do pronunciamento militar ocorrido naquela cidade a 22 de abril de 1847 no contexto da Patuleia. 
Foi avô do botânico Rui Teles Palhinha.